# Рагунда (община)
Община Рагунда (на шведски: Ragunda kommun) е разположена в лен Йемтланд, североизточна Швеция с обща площ 2650 km2 и население 5458 души (към 31 декември 2013). Административен център на община Рагунда е град Хамарщранд.